# Petr Gazdík
Petr Gazdík (* 26. června 1974 Uherské Hradiště) je český politik a pedagog hlásící se k moravské národnosti, od prosince 2021 do června 2022 ministr školství, mládeže a tělovýchovy ČR ve vládě Petra Fialy. V letech 2009 až 2014 a opět 2016 až 2019 byl předsedou hnutí Starostové a nezávislí, od prosince 2013 do října 2017 místopředsedou Poslanecké sněmovny PČR. Od roku 2010 je poslancem Poslanecké sněmovny PČR, v letech 2008 až 2022 byl zastupitelem Zlínského kraje (v letech 2016 až 2020 byl také radním kraje), bývalý starosta obce Suchá Loz.

## Život
V roce 1992 ukončil maturitní zkouškou Gymnázium J. A. Komenského v Uherském Brodě. V roce 1996 dokončil studium oboru učitelství všeobecně vzdělávacích předmětů (matematika-zeměpis) na Pedagogické fakultě Masarykovy univerzity. V letech 1996–2002 byl Petr Gazdík učitelem na Základní škole Josefa Bublíka v Bánově. V roce 1998 absolvoval základní vojenskou službu (Hradní stráž).
Působil jako předseda České komise pro UNESCO a od roku 2005 doposud zastává funkci předsedy MAS Východní Slovácko (v letech 2004–2008 místopředseda).
Je laureátem Ceny PŘÍSTAV, kterou mu v roce 2008 udělila Česká rada dětí a mládeže za podporu mimoškolní práce s dětmi a mládeží.
Od února 2023 nastoupil jako ředitel soukromého Gymnázia Duhovka.
Petr Gazdík je ženatý, s manželkou Evou Gazdíkovou má syna Martina (* 2014) a tři dcery: Terezu (* 2003), Barboru (* 2004) a Alžbětu (* 2007). Jeho zájmy jsou skauting a florbal.

## Politické působení
V letech 2002 až 2010 zastával funkci starosty obce Suchá Loz a v letech 2005 až 2009 byl místopředsedou hnutí Nezávislí starostové pro kraj. V roce 2008 byl Petr Gazdík zvolen zastupitelem Zlínského kraje za STAN a předsedou Výboru pro zemědělství, životní prostředí a rozvoj venkova ZZK. 19. října 2009 se stal předsedou hnutí STAN.[zdroj?]
Poslancem Poslanecké sněmovny Parlamentu České republiky byl zvolen z prvního místa kandidátky TOP 09 ve volbách 2010 ve Zlínském kraji (mandát mu zanikl v srpnu 2013 a opět vznikl v říjnu 2013). V letech 2010 až 2013 byl předsedou poslaneckého klubu TOP 09 a Starostové. V prosinci 2013 byl zvolen místopředsedou Poslanecké sněmovny.
V krajských volbách 2012 kandidoval za TOP 09 a STAN na post hejtmana ve Zlínském kraji a stal se krajským zastupitelem.
Ve volbách do Poslanecké sněmovny PČR v roce 2013 kandidoval ve Zlínském kraji jako lídr kandidátky TOP 09 a byl zvolen. Na konci října 2013 byl opět zvolen předsedou Poslaneckého klubu TOP 09 a STAN. Na funkci předsedy klubu ale v listopadu 2013 rezignoval po nezvolení Miroslava Kalouska místopředsedou Poslanecké sněmovny PČR. Kalousek se vzápětí stal novým předsedou klubu s přednostním právem vystoupení ve Sněmovně, o které usiloval, a Gazdík kandidátem na post místopředsedy Sněmovny. Gazdík ale nebyl ve druhé volbě zvolen, když získal 74 hlasů v prvním a 87 ve druhém kole, ačkoli vznikající vládní koalice ČSSD, ANO 2011 a KDU-ČSL uznávala právo TOP 09 na místo čtvrtého místopředsedy Sněmovny. Gazdík byl zvolen ve třetí volbě, ve které neměl žádného soupeře, když získal 98 ze 163 hlasů. Funkci zastával do října 2017.
Na konci března 2014 se konal v Průhonicích u Prahy VI. Republikový sněm STAN, na kterém už post předsedy hnutí neobhajoval. Ve funkci jej nahradil Martin Půta. Byl však 152 hlasy ze 155 platných hlasovacích lístků zvolen 1. místopředsedou hnutí STAN. Je členem Spolku přátel Izraele. Od listopadu 2014 byl zastupujícím předsedou STAN (Policie ČR totiž obvinila předsedu Martina Půtu z přijetí úplatku a ten svou funkci do doby, než se celá situace vyjasní, pozastavil).
V komunálních volbách v roce 2014 obhájil post zastupitele obce Suchá Loz, když kandidoval jako člen STAN za subjekt „Sdružení nezávislých kandidátů Suchá Loz“. V listopadu 2014 byl opět zvolen místostarostou obce.
Na VIII. republikovém sněmu STAN v Průhonicích u Prahy v polovině dubna 2016 byl po dvouleté pauze opět zvolen předsedou hnutí. Získal 133 hlasů od 144 delegátů (tj. 92 %). V krajských volbách v roce 2016 obhájil za STAN post zastupitele Zlínského kraje a dne 2. listopadu 2016 se stal radním kraje pro školství a výchovu. Na IX. republikovém sněmu STAN v Praze obhájil dne 25. března 2017 jakožto jediný kandidát post předsedy hnutí, hlas mu dalo 135 ze 145 delegátů (tj. 93 %).
Ve volbách do Poslanecké sněmovny PČR v roce 2017 byl lídrem hnutí STAN ve Zlínském kraji. Získal 2 296 preferenčních hlasů a svůj poslanecký mandát obhájil. V komunálních volbách v roce 2018 obhájil post zastupitele obce Suchá Loz, když jako člen hnutí STAN kandidoval za subjekt „Sdružení nezávislých kandidátů Suchá Loz“.
V prosinci 2018 oznámil, že v dubnu 2019 skončí jako předseda hnutí STAN. Ve funkci jej nahradil Vít Rakušan. Byl však zvolen řadovým místopředsedou hnutí STAN. Získal 130 hlasů od 152 delegátů. Post obhájil i na konci srpna 2021.
V krajských volbách v roce 2020 byl lídrem hnutí STAN ve Zlínském kraji. Kandidátku podpořily též TOP 09, strana Nový Impuls a Zlínské hnutí nezávislých. Mandát krajského zastupitele se mu podařilo obhájit, nicméně skončil v pozici radního kraje. V únoru 2022 na mandát zastupitele kraje rezignoval.
Ve volbách do Poslanecké sněmovny PČR v roce 2021 kandidoval jako člen hnutí STAN na 2. místě kandidátky koalice Piráti a Starostové ve Zlínském kraji a byl znovu zvolen poslancem. V listopadu 2021 se stal kandidátem hnutí STAN na post ministra školství, mládeže a tělovýchovy ČR ve vznikající vládě Petra Fialy (tj. koalice SPOLU a PirSTAN). V polovině prosince 2021 jej do této funkce prezident ČR Miloš Zeman jmenoval, a to na zámku v Lánech.
Dne 19. června 2022 oznámil, že k 30. červnu rezignuje na pozici ministra školství, mládeže a tělovýchovy. Demisi zdůvodnil mj. vazbami na podnikatele Michala Redla, který byl v rámci tzv. Hlubučkovy kauzy při razii NCOZ obviněn z korupce a vzat do vazby. Rezignovat se rozhodl i na funkci místopředsedy STAN. Ve funkci ministra školství jej již 29. června 2022 nahradil poslanec a právník Vladimír Balaš. Na konci srpna 2022 odešel i z postu krajského předsedy STAN ve Zlínském kraji.
V komunálních volbách v roce 2022 kandidoval do zastupitelstva Suché Lozi z 3. místa kandidátky hnutí STAN. Vlivem preferenčních hlasů však skončil druhý, a obhájil tak mandát zastupitele obce. Skončil však ve funkci místostarosty obce. 
Ve volbách do Poslanecké sněmovny PČR na podzim 2025 se rozhodl nekandidovat.

## Kontroverze
V červnu 2014 odcestoval jako člen zahraničního výboru Poslanecké sněmovny do Nepálu a Bhútánu. Po návratu prohlásil, že od Bhútánu se Češi mají co učit a označil Bhútán za „úplně úžasnou zemí“ a „jednu z nejšťastnějších zemí na světě“. Náklady na cestu odhadl na méně než „700 tisíc korun“.
V lednu 2022 volal šéfredaktorovi serveru Seznam Zprávy a stěžoval si, že „je vidět, že nejsme na stejné straně“, protože server přišel s informacemi o problematickém financování hnutí STAN. Gazdík měl za to, že server ohrozil vyslovení důvěry vládě, jejímž byl členem.
V březnu 2022 Deník N zjistil, že stále držel poloviční podíl ve zlínské firmě Jocheček. Přitom podle zákona o střetu zájmů měli ministři povinnost se do 30 dnů zbavit veškeré podnikatelské aktivity. Gazdík odpověděl, že na tento podíl ve firmě zapomněl a že jej ihned přeruší.